# Northern Arm
Northern Arm – zatoka (arm) zatoki Dover Soi w kanadyjskiej prowincji Nowa Szkocja, w hrabstwie Halifax; nazwa urzędowo zatwierdzona 6 stycznia 1948.